# Festival Internacional de Cinema feito por Mulheres

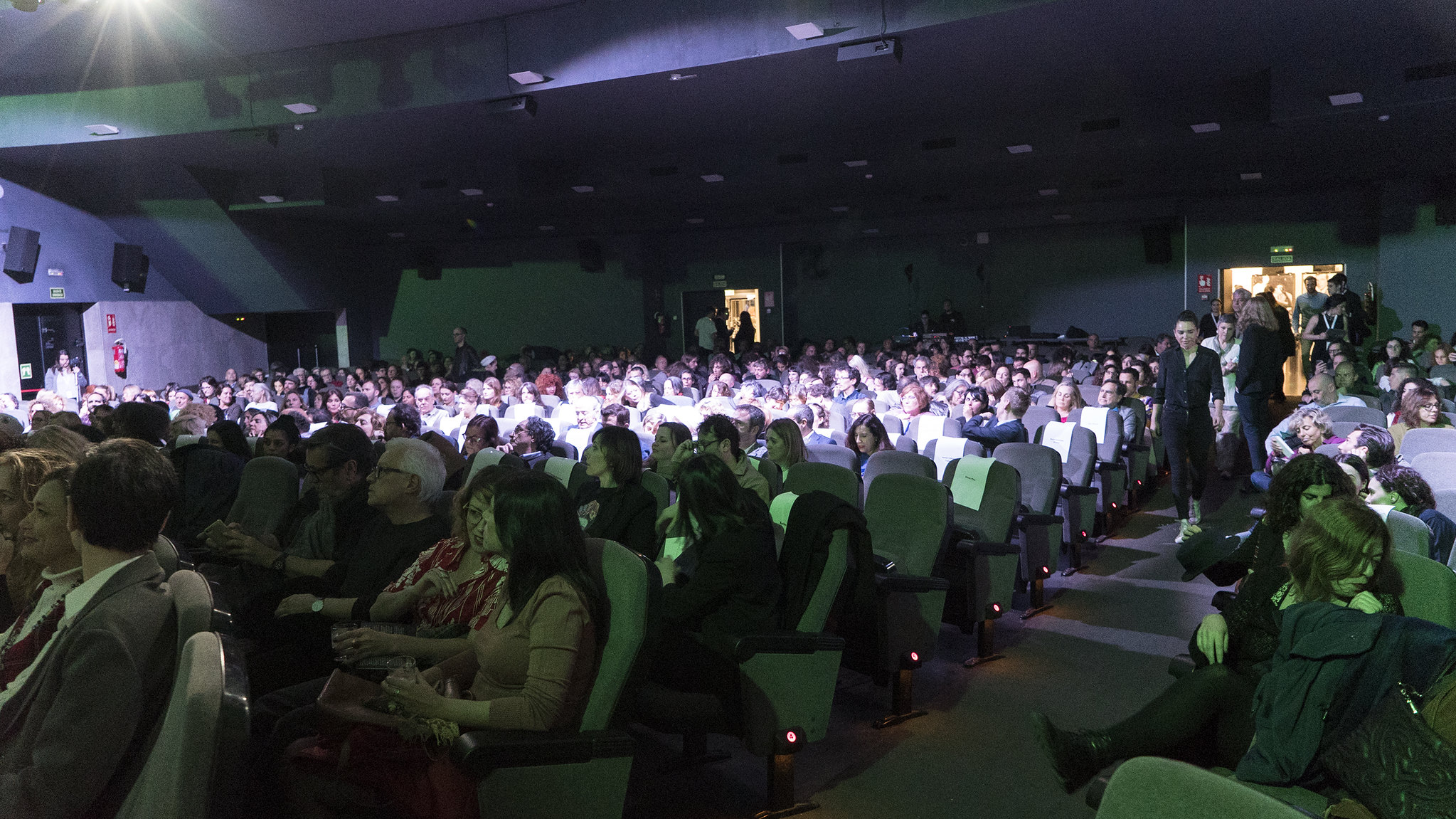
"Palacio de la Prensa", inauguração do Festival de Cinema por Mulheres

Conferência de Shari Frilot, artista, realizadora e curadora chefe da secção Novas Fronteiras do Festival de Sundance no Espaço Fundação Telefónica.

O Festival Internacional de Cinema feito por Mulheres, abreviado como Festival de Cinema por Mulheres, é uma competição cinematográfica realizada anualmente em Madri (Espanha) entre os meses de março e abril. Seu principal objetivo é reduzir a desigualdade entre mulheres e homens na indústria cinematográfica e tornar visível o trabalho e o ponto de vista das mulheres mediante a programação de uma seleção internacional de longas-metragens de ficção, animação e documentários. Todos dirigidos por mulheres.

## História
O festival é uma iniciativa que surgiu em 2018 da mão da gestora cultural Carlota Álvarez Basso e o diretor e produtor de cinema Diego Mas Trelles, que o co-dirige desde então, contando com o apoio de entidades tanto públicas quanto privadas. 
Cada edição conta com um país convidado com o objetivo de dar uma visão de sua recente produção cinematográfica. Nas edições anteriores os países convidados foram Suécia e Suíça, ambos considerados pioneiros e modelos em suas políticas de igualdade dentro do setor audiovisual. 
O festival estrutura-se como um concurso multi-sede onde diferentes espaços e instituições culturais do centro de Madri acolhem cada sessão: Palácio da Imprensa (Inauguração e encerramento), Estúdio de Cinema do Círculo de Belas Artes (Competitiva), Academia de Cinema (Focos do país convidado), Casa de América  (Diretoras latino-americanas), Sala Berlanga da Fundação SGAE (Panorama Autoras Espanholas), Casa Árabe de Madri e Córdoba (Diretoras árabes), Instituto Francês de Madri (Diretoras francesas), Goethe-Institut de Madri (Diretoras alemãs), Espaço Fundação Telefónica (Realidade virtual e atividades formativas) e Salão de atos da Comunidade de Madri (Atividades formativas). Desde a segunda edição o festival conta ademais com uma sede em linha em Filmin.es.
Nas duas edições celebradas em 2018 e 2019 o festival contou com mais de 10 000 espectadores das projeções e atividades formativas. Na edição de 2018 projetaram-se um total de 29 filmes em 8 sedes, das quais 25 eram longas-metragens de ficção, 3 longas-metragens documentais e 1 filme de animação. Na edição de 2019  projetaram-se um total de total de 38 filmes em 14 sedes, das quais 31 eram longas-metragens de ficção, 6 longas-metragens documentais,1 longa-metragem documental animado, e 11 peças de realidade virtual.
Ao longo de suas duas edições celebradas têm passado pelo Festival de Cinema por Mulheres numerosas profissionais e criadoras da indústria do cinema a nível nacional e internacional, entre as que estão Belém Atienza, Teresa Font, Claudia Llosa, Tonie Marshall, Marcela Said, Luzia Gajá, Hanna Slak, Zaida Bergroth, Krista Kosonen, Nadia Dresti, Laura Mora, Amal Ramsis, Chus Gutiérrez, Debra Zimmerman ou Shari Frilot.

## Premiações
O Festival de Cinema por Mulheres entrega vários prêmios nas diferentes sessões competitivas de seu programa, contando com um Júri Internacional. Também conta com um prêmio honorário entregue pelo Comitê de Seleção do Festival. 

#### Prêmio a uma Trajetória de Cinema
- 2018: Belém Atienza, produtora de cinema
- 2019: Teresa Font, montadora de cinema

#### Prêmio ao Melhor Filme
- 2018: The Breadwinner[28] (Irlanda) de Nora Twomey[29]
- 2019: Fig Tree[30] (Israel)  de Alamork Davidian[31]

#### PrêmioIberia[32]do Público
- 2019: Prêmio Iberia do Público: A professora de parvulario[33] (EE. UU.) de Sara Colangelo[34]

#### Prêmio Blogos de Ouro
- 2019: Prêmio Blogos de Ouro: Fig Tree (Israel) de Alamork Davidian[35][36]

## Júri

### Júri internacional 2018
- Tomás Cimadevilla,[37] produtor e diretor de cinema
- María Rubín,[38] responsável por Cinema Espanhol na Movistar+
- Debra Zimmerman[39] (EE.UU.), diretora executiva de Women Make Movies

### Júri internacional 2019
- Shari Frilot[40] (EE.UU.), comisaria chefe do New Frontier no Festival de Cinema de Sundance
- Arantxa Aguirre[41], directora e roteirista de documentários
- Álex Mendíbi[42]l, roteirista, escritor e programador em Filmoteca Espanhola